# Мі-го

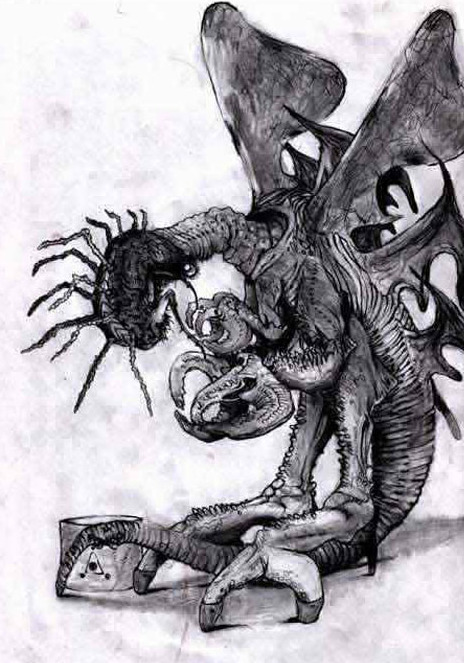
Мі-го, ілюстрація Рууда Дірвена.

Мі-го (англ. Mi-go) — вигадана раса розумних істот, вперше згадана Говардом Лавкрафтом в творі «Шепіт в пітьмі» (1930). Мі-го прийшли на Землю з планети Юггот, а туди — з невідомих глибин космосу. Земля їх цікавить насамперед як місце видобутку цінних мінералів. Мі-го намагаються уникати контактів з людьми, і тому оселилися на малонаселених лісистих пагорбах.

## Вигляд
|  | ...Вони були яскраво-рожеві, приблизно п'ять футів в довжину, з твердою лускою, парою невеликих крил-мембран і безліччю кінцівок, а груди, шию і голову їм заміняли щільні овальні кільця, унизані крихітними щупальцями. Говард Лавкрафт, "Той, хто шепоче в пітьмі" |

Зовні Мі-го нагадують комах або ракоподібних, хоча насправді є високоорганізованими грибами завбільшки з людину. Відповідно до двох звітів в оригінальному оповіданні, їх тіла складаються з форми матерії, яка не зустрічається в природі на Землі, з цієї причини, вони не реєструються на звичайній фотоплівці. Вони здатні впадати в анабіоз, поки не прокинуться під дією сонячного або іншого виду тепла. Мі-го володіють парою мембранних, подібних на крила кажанів, які використовуються, щоб літати через «ефір» космічного простору. Крила можуть використовуватися і для польотів на Землі на невеликі відстані. Спілкуються один з одним, змінюючи колір голови і видаючи гудіння. Однак, за допомогою хірургічної операції Мі-го можуть отримати здатність наслідувати мову будь-якої істоти. Мі-го володіють зором, але воліють користуватися іншими органами чуття, невідомими людині.

## Релігія
Мі-го поклоняються Йог-Сототу, Н'ярлатотепу і Шуб-Ніггурат, хоча тяга до знань у них виражена куди сильніше, ніж релігійність. Їхня моральна система не має нічого спільного з людською, тому людям вони здаються злими.

## Відносини з людьми
Мі-Го мають помічників серед людей. Це примітна деталь, враховуючи, що багато інших рас Міфів Ктулху настільки далекі етично і інтелектуально від людей, що ні про яке навіть мінімальне розумінні не може бути й мови. З цього випливає, що інтриги, співробітництво, обмін інформацією, і інші, загалом звичайні речі для людей, не чужі і Мі-Го. Деякі люди, чиї мозки поміщаються в спеціальні ємності, відправляються, примусово чи добровільно, подорожувати з Мі-Го по всесвіту. Подібно вони чинять не тільки з людьми, але і з багатьма іншими расами.

## У масовій культурі
Мі-го фігурують в настільних іграх Call of Cthulhu, HorrorClix, CthulhuTech, відеогрі Cataclysm: Dark Days Ahead.
Також згадуються в пародійній радіовиставі «Шоггот на даху» та з'являються в фільмі «Книга Мертвих».